# Conacul Damokos - Cseh
Conacul Damokos - Cseh este un monument istoric aflat pe teritoriul satului Cernat; comuna Cernat.